# Callipia
Callipia là một chi bướm đêm thuộc họ Geometridae.